# مامادو دياكيتي
مامادو دياكيتي (بالفرنسية: Mamadou Diakité)‏ (مواليد 22 مايو 1985) هو لاعب كرة قدم مالي دولي سابق. سبق له اللعب في الأهلي في دوري نجوم قطر موسم 2010-11.

## المسيرة الرياضية مع الأندية
لعب سابقاً مع الأهلي في قطر وكان يلعب سابقاً لصالح ميتز الفرنسي وموسكرون البلجيكي.

## المسيرة الرياضية مع المنتخب
كان دياكيتي أيضا جزء من منتخب مالي لكرة القدم.

## روابط خارجية
- مامادو دياكيتي على موقع قاعدة بيانات كرة القدم.إي يو (الإنجليزية)
- مامادو دياكيتي على موقع ليكيب (الفرنسية)
- مامادو دياكيتي على موقع ناشيونال فوتبول تيمز (الإنجليزية)
- مامادو دياكيتي على موقع Soccerway.com (الإنجليزية)